# Браттбакк, Харальд
Харальд Браттбакк (норв. Harald Brattbakk; род. 1 февраля 1971, Тронхейм) — норвежский футболист, нападающий. Забил в чемпионате Норвегии 166 голов в 255 матчах. Многократный чемпион Норвегии в составе «Русенборга», лучший бомбардир в истории этого клуба. Также пять раз становился лучшим бомбардиром чемпионата Норвегии. За сборную Норвегии сыграл 17 игр, в которых забил 5 мячей.

## Карьера

### Клубная карьера
Браттбакк начал свою карьеру в «Русенборге». Он дебютировал за клуб 19 августа 1990 года в матче с «Филлингеном». 2 сентября он забил свой первый гол в высшем дивизионе Норвегии в ворота «Волеренги». По итогам сезона «Русенборг» занял первое место в чемпионате и квалифицировался в Кубок европейских чемпионов. Браттбакк дебютировал в еврокубках 18 сентября 1991 года, выйдя на замену в игре с «Сампдорией», которая завершилась со счетом 5:0 в пользу итальянцев. В 1992 году он перешёл в клуб первого норвежского дивизиона «Будё-Глимт». В том же году команда заработала повышение в классе, а в следующем сезоне одержала победу в Кубке Норвегии. В чемпионате клуб занял второе место, а Браттбакк принял участие в 22 матчах и забил 10 голов.
Перед началом сезона 1994 Харальд вернулся в «Русенборг». 8 мая в матче против «Хамаркамератене» он оформил первый в сезоне хет-трик. Также он забивал по три мяча в играх с «Бранном» и «Стрёмсгодсетом». По итогам сезона клуб завоевал чемпионство, а Браттбакк с 22 голами стал лучшим бомбардиром Типпелиги и был признан лучшим нападающим турнира. В следующем сезоне клуб и игрок повторили прошлогодние достижения, только на этот раз Харальд отличился уже 26 раз. В 1996 году он в общей сложности забил 41 мяч: 28 в чемпионате, 11 в кубке и два в Лиге чемпионов, причём один из его голов пришелся на решающий матч группового этапа против «Милана». Благодаря этому голу «Русенборг» одержал победу и вышел в плей-офф турнира.
В декабре 1997 года Браттбакк перешёл в шотландский «Селтик», подписав контракт на 4,5 года. Сумма сделки составила около 2 млн фунтов стерлингов. К этому моменту Харальд забил 127 голов в 148 играх норвежского внутреннего первенства и 14 голов в 32 матчах еврокубков. В 18 матчах чемпионата Шотландии 1997/98 он отличился 7 раз, а его гол в ворота «Сент-Джонстона» в концовке первенства принёс «Селтику» золотые медали турнира, которые 10 лет подряд доставались их главным соперникам — футболистам «Рейнджерс». Проведя ещё один полный сезон за «кельтов», в январе 2000 года Браттбакк был продан в «Копенгаген» за 650 тысяч фунтов стерлингов.
За новый клуб норвежец дебютировал 12 марта 2000 года в игре против «Ольборга», а 26 марта забил первый мяч за датскую команду. Всего за первый сезон в Дании он забил 7 голов в 14 матчах. Сезон 2000/01 футболист начал в «Копенгагене», однако в декабре стало известно о возвращении Харальда в «Русенборг». За датчан он в общей сложности сыграл 33 матча и забил 14 голов.
23 октября 2001 в матче группового этапа Лиги чемпионов Браттбакк забил два мяча в ворота бывшего клуба, «Селтика», и принёс «Русенборгу» победу. В сезонах 2001, 2002 и 2003 вместе с командой становился чемпионом Норвегии, забив за три года 48 голов в 75 матчах Типпелиги (в 2002 и 2003 был также лучшим бомбардиром турнира). Однако затем результативность Браттбакка пошла на спад, и в 2005 году он был отдан в аренду «Будё-Глимт», где забил 5 голов в 11 матчах, но не смог помочь клубу остаться в высшем дивизионе. В феврале 2006 года он объявил о завершении карьеры.
За карьеру Браттбакк забил 166 голов в чемпионате Норвегии и до 2011 года удерживал самого результативного игрока в истории этого турнира, пока его не обошёл Сигурд Русфельдт. Также он является лучшим бомбардиром в истории «Русенборга» (155 мячей).

### Карьера в сборной
Играл за молодёжную команду Норвегии до 21 года. За основную сборную Браттбакк дебютировал 6 февраля 1995 года в матче против Эстонии и сразу оформил дубль. 26 апреля того же года он отличился в игре отборочного этапа к Евро-1996 с Люксембургом. Всего за сборную Харальд провёл 17 матчей и забил 5 голов; при этом не был частью команды на чемпионате мира 1998 и чемпионате Европы 2000.

## После завершения карьеры
В августе 2008 года он вернулся в футбол и сыграл один матч за команду третьего норвежского дивизиона «Колстад».
После завершения карьеры Браттбакк стал пилотом: с 2010 года он является сотрудником авиакомпании Norwegian Air Shuttle.

## Статистика выступлений

### За клубы
| Клуб             | Сезон            | Чемпионат        | Чемпионат | Чемпионат | Кубок | Кубок | Еврокубки | Еврокубки | Всего | Всего |
| Клуб             | Сезон            | Дивизион         | Игры      | Голы      | Игры  | Голы  | Игры      | Голы      | Игры  | Голы  |
| ---------------- | ---------------- | ---------------- | --------- | --------- | ----- | ----- | --------- | --------- | ----- | ----- |
| Русенборг        | 1990             | Типпелига        | 3         | 1         | 0     | 0     | 0         | 0         | 3     | 1     |
| Русенборг        | 1991             | Типпелига        | 11        | 1         | 4     | 2     | 2         | 0         | 17    | 3     |
| Русенборг        | Всего            | Всего            | 14        | 2         | 4     | 2     | 2         | 0         | 20    | 4     |
| Будё-Глимт       | 1992             | Первый дивизион  | 19        | 14        | 5     | 5     | –         | –         | 24    | 19    |
| Будё-Глимт       | 1993             | Типпелига        | 22        | 10        | 7     | 4     | –         | –         | 29    | 14    |
| Будё-Глимт       | Всего            | Всего            | 41        | 24        | 12    | 9     | 0         | 0         | 53    | 33    |
| Русенборг        | 1994             | Типпелига        | 22        | 17        | 7     | 10    | 4         | 3         | 33    | 30    |
| Русенборг        | 1995             | Типпелига        | 26        | 26        | 10    | 10    | 7         | 4         | 43    | 40    |
| Русенборг        | 1996             | Типпелига        | 26        | 28        | 4     | 11    | 10        | 2         | 40    | 41    |
| Русенборг        | 1997             | Типпелига        | 26        | 23        | 5     | 7     | 8         | 5         | 39    | 35    |
| Русенборг        | Всего            | Всего            | 100       | 94        | 26    | 38    | 29        | 14        | 155   | 146   |
| Селтик           | 1997/98          | Премьер-лига     | 17        | 7         | 4     | 3     | –         | –         | 21    | 10    |
| Селтик           | 1998/99          | Премьер-лига     | 25        | 5         | 2     | 1     | 7         | 2         | 34    | 8     |
| Селтик           | 1999/00          | Премьер-лига     | 2         | 0         | 0     | 0     | 2         | 2         | 4     | 2     |
| Селтик           | Всего            | Всего            | 44        | 12        | 6     | 4     | 9         | 4         | 59    | 20    |
| Копенгаген       | 1999/2000        | Суперлига        | 14        | 7         | 2     | 1     | 0         | 0         | 16    | 8     |
| Копенгаген       | 2000/01          | Суперлига        | 17        | 7         | 2     | 0     | –         | –         | 19    | 7     |
| Копенгаген       | Всего            | Всего            | 31        | 14        | 4     | 1     | 0         | 0         | 35    | 15    |
| Русенборг        | 2001             | Типпелига        | 25        | 15        | 3     | 3     | 8         | 3         | 36    | 21    |
| Русенборг        | 2002             | Типпелига        | 25        | 17        | 4     | 10    | 8         | 3         | 37    | 30    |
| Русенборг        | 2003             | Типпелига        | 25        | 17        | 6     | 9     | 8         | 5         | 39    | 31    |
| Русенборг        | 2004             | Типпелига        | 25        | 4         | 5     | 11    | 9         | 3         | 39    | 18    |
| Русенборг        | 2005             | Типпелига        | 9         | 2         | 3     | 2     | 0         | 0         | 12    | 4     |
| Русенборг        | Всего            | Всего            | 109       | 55        | 21    | 35    | 33        | 14        | 163   | 104   |
| → Будё-Глимт     | 2005             | Типпелига        | 11        | 5         | 0     | 0     | –         | –         | 11    | 6     |
| Колстад          | 2008             | Третий дивизион  | 1         | 0         | 0     | 0     | –         | –         | 1     | 0     |
| Всего за карьеру | Всего за карьеру | Всего за карьеру | 351       | 206       | 73    | 89    | 73        | 32        | 497   | 327   |

### Матчи за сборную
| Матчи Браттбакка за сборную Норвегии | Матчи Браттбакка за сборную Норвегии | Матчи Браттбакка за сборную Норвегии | Матчи Браттбакка за сборную Норвегии | Матчи Браттбакка за сборную Норвегии | Матчи Браттбакка за сборную Норвегии            |
| №                                    | Дата                                 | Соперник                             | Счёт                                 | Голы                                 | Турнир                                          |
| ------------------------------------ | ------------------------------------ | ------------------------------------ | ------------------------------------ | ------------------------------------ | ----------------------------------------------- |
| 1                                    | 6 февраля 1995                       | Эстония                              | 7:0                                  | 2                                    | Товарищеский матч                               |
| 2                                    | 8 февраля 1995                       | Республика Кипр                      | 2:0                                  |                                      | Товарищеский матч                               |
| 3                                    | 26 апреля 1995                       | Люксембург                           | 5:0                                  | 1                                    | Отборочные матчи чемпионата Европы 1996         |
| 4                                    | 25 мая 1995                          | Гана                                 | 3:2                                  |                                      | Товарищеский матч                               |
| 5                                    | 7 июня 1995                          | Мальта                               | 2:0                                  |                                      | Отборочные матчи чемпионата Европы 1996         |
| 6                                    | 16 августа 1995                      | Чехия                                | 1:1                                  |                                      | Отборочные матчи чемпионата Европы 1996         |
| 7                                    | 6 сентября 1995                      | Чехия                                | 0:2                                  |                                      | Отборочные матчи чемпионата Европы 1996         |
| 8                                    | 11 октября 1995                      | Англия                               | 0:0                                  |                                      | Товарищеский матч                               |
| 9                                    | 19 августа 1998                      | Румыния                              | 0:0                                  |                                      | Товарищеский матч                               |
| 10                                   | 27 марта 2002                        | Тунис                                | 0:0                                  |                                      | Товарищеский матч                               |
| 11                                   | 10 сентября 2003                     | Португалия                           | 0:1                                  |                                      | Товарищеский матч                               |
| 12                                   | 11 октября 2003                      | Люксембург                           | 1:0                                  |                                      | Отборочные матчи чемпионата Европы 2004         |
| 13                                   | 15 ноября 2003                       | Испания                              | 1:2                                  |                                      | Отборочные матчи чемпионата Европы 2004 (стыки) |
| 14                                   | 22 января 2004                       | Швеция                               | 3:0                                  |                                      | Товарищеский матч                               |
| 15                                   | 25 января 2004                       | Гондурас                             | 3:1                                  | 1                                    | Товарищеский матч                               |
| 16                                   | 28 января 2004                       | Сингапур                             | 5:2                                  | 1                                    | Товарищеский матч                               |
| 17                                   | 31 марта 2004                        | Сербия и Черногория                  | 1:0                                  |                                      | Товарищеский матч                               |

## Достижения
- Чемпион Норвегии (8): 1994, 1995, 1996, 1997, 2001, 2002, 2003, 2004
- Чемпион Шотландии: 1997/1998
- Чемпион Дании: 2000/2001
- Обладатель Кубка Норвегии (3): 1993, 1993, 2003
- Лучший бомбардир Типпелиги (5): 1994, 1995, 1996, 2002, 2003

## Личная жизнь
Сын Харальда Филип (2000 г.р.) также является профессиональным футболистом.